# Stanislav Šimić
Stanislav Šimić (Drinovci, 18. travnja 1904. – Zagreb, 7. srpnja 1960.), hrvatski književnik iz Bosne i Hercegovine.

## Životopis
Stanislav Šimić je pet i pol godina mlađi brat  Antuna Branka Šimića, jednog od najvećih hrvatskih pjesnika. Rođen je u uglednoj i onodobno bogatoj obitelji Martina i Vide Šimić (rođene Tomas). Četverogodišnju osnovnu školu završio je u Drinovcima kao najbolji učenik. U rujnu 1915. pošao je kao vanjski učenik u prvi razred Franjevačke gimnazije na Širokom Brijegu, gdje je ostao četiri godine (1915. – 1919.). Višu gimnaziju polazio je u Mostaru (1919. – 1923.). Kao šesnaestogodišnjak (1920.) odlučio se na životnu vjernost književnosti. Početkom siječnja 1923. stigao je u Zagreb te nudio urednicima pjesme, a uzgredice je pokušao položiti osmi razred gimnazije. Na poziv majčina rođaka, državnog dužnosnika Ivana Bandića, produžio je u Beograd, gdje se zadržao nekoliko tjedana u društvu studenata i pjesnika. Upoznao je Tina Ujevića. Vrlo razočaran Beogradom vratio se u Mostar. Početkom ljeta 1923. u Zagrebu je položio maturu te uspostavio suradnju s novopokrenutim časopisom Orkan. U rujnu 1923. upisao je slavistiku i germanistiku na Filozofskom fakultetu u Zagrebu. S bratom Antunom Brankom Šimićem planirao je tiskanje časpisa Književnik. 
1931. je pokrenuo književni časopis "Slobodni spisi Stanislava Šimića", u vlastitoj nakladi. Časopis je izlazio mjesečno, u tri broja, od 1931. do 1932.  
Prve stihove tiskao je 1923. u zagrebačkom Orkanu. Tijekom života objavio je gotovo 200 pjesama u listovima i časopisima te dvije pjesničke knjige: Čitanka za sve društvene razrede (1939.) i Gnjev i pjev (1956.). 
Kritike je također počeo objavljivati 1923. Godine 1930. objavio je dva izvrsna eseja koja su privukla veliku pozornost: Književnička savjest i Matoš danas. Kritički ugled osobito je stekao 1933. nevelikom knjigom Krleža kao kritik. Nakon četiri godine objavljuje drugu knjigu kritika, eseja, rasprava, prikaza i polemika: Dalekozor duha (1937.). 
U travnju i svibnju 1941. u Zagrebu je očekivao naplatu za protunacističke i protufašističke stavove. Život mu je spasio odvevši ga u bolnicu partizanski zapovjednik Ante Tuna Ramljak. Izbačen je iz Društva hrvatskih književnika (1945.). Radio je kao bibliotekar Radničke biblioteke. Punih deset godina (1941-1950) nisu mu ni fašisti ni komunisti dopuštali objavljivanje kritičkih tekstova. Krajem 1950. i u 1951. dopušteno mu je bilo samo pisanje o svjetskoj književnosti, a tek 1952. u Krugovima omogućeno mu je objavljivanje tekstova o hrvatskoj književnosti.  
Na Trećem kongresu književnika Jugoslavije 1952. u Ljubljani napao je Krležin "demagoški referat" te ponovo doveo sebe u velike nevolje. Komunistička partija mu je zabranila suradnju u listovima i časopisima (1952. – 1953.). Vratio se zapravo tek početkom 1954.kao nepokolebljivi, nesluganski čvrsti kritik u hrvatsku književnost.  
Godine 1955. objavio je knjigu Jezik i pjesnik: u prvom dijelu su jezikoslovne teme, a zatim kritike i eseji o književnosti, filmu, časopisima itd. Ukupno je do kraja života objavio više od dvjesto kritičkih tekstova u listovima i časopisima koje nije uspio ponovno objaviti u knjigama. Neki su njegovi kritički tekstovi tek posmrtno objavljeni.  
Pisao je pjesme i lirsku prozu, ali je po originalnosti i specifičnim pogledima na književnost važniji njegov kritičarski rad. Kritike su mu polemične, osebujna stila, te esejistički pisane. Bio je zaokupljen traženjem apsolutne čistoće jezika i stila. Pisao je o Matošu, A. B. Šimiću, Krleži, Ujeviću, Krklecu, Cesariću i drugima. 
Kao zastupnik roditeljskih prava na književnu ostavštinu A. B. Šimića, vodio je trideset dvije godine tešku borbu za spas njegovih rukopisa, žestoke polemike, pa i sudski spor. Posljednje dvije-tri godine života (1957. – 1960.) uglavnom je posvetio priređivanju bratovih sabranih djela premda je već od početka 1958. bolovao od leukemije. Neizmjerne su njegove zasluge za spas te predragocjene hrvatske kulturne baštine.  
Izvrsno je prevodio s njemačkoga, engleskoga i francuskog. Vrlo uspješno je uređivao nekoliko časopisa: Orkan, Književnik (1925.), Savremenik, Književnik (1929. – 1931.), Slobodni spisi, Hrvatski književni almanah, Sabor i dr. Objavio je povelik broj odličnih i uzornih publicističkih tekstova.

## Djela
Zbirka pjesama:
- Čitanka za sve društvene razrede, Nakladna knjižara Orbis, Zagreb, 1939.
- Gnjev i pijev, Lykos, Zagreb, 1956.

Knjige kritika i eseja:
- Krleža kao kritik, Slobodni spisi, Zagreb, 1933.
- Dalekozor duha, Društvo hrvatskih književnika, Zagreb, 1937.
- Jezik i pjesnik, Naklada Društva književnika Hrvatske, Zagreb, 1955.

Izabrana djela
- Stanislav Šimić, Josip Bogner i Otokar Keršovani, Izabrana djela (priredio Miroslav Vaupotić), Zora - Matica hrvatska, Zagreb, 1975.
- Stanislav Šimić, Vladimir Jurčić, Izabrana djela (priredio Vlado Pandžić), Matica hrvatska u Sarajevu, Sarajevo 2009.